# Fellowes
Fellowes, Inc. — американский производитель канцтоваров и офисной техники для обработки и хранения документов: шредеров, ламинаторов, брошюровщиков, резаков, воздухоочистителей. Она названа в честь своего основателя Harry L. Fellowes. Компания является семейным бизнесом. В настоящее время в руководстве компании находятся представители уже четвёртого поколения семьи Fellowes.  В России продукция Fellowes представлена с 1994 года. В 2007 году было открыто торговое Представительство компании Fellowes в России. Продукция с торговой маркой Fellowes занимает лидирующие позиции среди товаров для офиса, представленных на рынке. 

## История
Компания Fellowes основана в 1917 году в Чикаго, штат Иллинойс.  Гарри Феллоуз (Harry L. Fellowes) начал историю компании с производства архивных коробов. Harry L. Fellowes купил у Вальтера Никеля (Walter Nickel), которого призвали на Первую Мировую Войну, начинающий бизнес по изготовлению картонных коробок. Стоимость приобретения составила всего $50, компания производила коробки из гофрированного картона, предназначенные для банковских документов. С тех пор, как была принята поправка о введении федерального подоходного налога, коробки для банковских документов стали очень востребованными. 
Это было прекрасное время для создания сильного производства. Вскоре, после окончания войны, Вальтер Никель присоединился к Гари. Как дань патриотизму, они называли свою продукцию Короба Свободы (Liberty Box), которая вскоре стала популярной среди различных предприятий. 
Линейка продукции росла вместе с потребностями офисов, и через 60 лет это были уже не просто коробки, а целые архивные системы. Бренд Bankers Box стал популярным в среде американских компаний.
Сейчас компания Fellowes специализируется на выпуске товаров для офиса. За свою почти вековую историю компания, названная в честь основателя Harry Fellowes, превратила свой семейный бизнес в транснациональную корпорацию. На сегодняшний день компания имеет свои представительства в 70 странах мира (Англия, Канада, Австралия, Германия, Франция, Италия, Польша, Нидерланды, Испания, Сингапур, Япония, Корея, Китай, Россия и другие). Общая численность сотрудников компании в 2009 году приблизилась к отметке 1700 человек.
За свою деятельность по предотвращению мошенничества, связанного с кражей конфиденциальной информации, Fellowes трижды становилась победителем премии SABRE Awards.